# Khul'
Le khul' (ou khol') est une forme de dissolution du mariage musulman qui intervient à l'initiative de la femme. Il est prévu par le Coran (IV-128 et II-229 ), selon lequel « Si vous craignez de ne pas observer les lois de Dieu, une faute ne sera imputée à l'un ou à l'autre, si l'épouse offre une compensation. »  et intervient lorsqu'une épouse ne parvient pas à convaincre un cadi (juge) de prononcer le divorce pour faute. 
Dans ce cas, elle peut tout de même divorcer, moyennant compensation. Si les effets du khul'  dépendent selon les écoles (madhhab), toutes admettent qu'il emporte la dissolution immédiate du mariage. Si les époux veulent se remarier, ils doivent contracter un nouveau mariage (avec une nouvelle dot).
Si chacun des époux renonce aux créances contre son conjoint, on parle de mubârâ'at. 

## Droit contemporain
Le droit positif contemporain n'a pas véritablement codifié le khul dans les pays qui suivent le rite hanéfite, principalement en raison des possibilités plus grandes d'obtenir le divorce par décision judiciaire. Toutefois, le khol continue à tenir un rôle important dans les pays de rite malékite.
Le khol est admis par la Moudawana, le Code de la famille marocain (art. 71), et, depuis 2000, par le droit égyptien. En Égypte, des études ont été menées par le Center for Egyptian Women’s Legal Assistance (CEWLA) fondé par Azza Soliman, sur l'impact de la loi. Ces études montrent notamment que, d’après les juges, le nombre de requêtes en divorce est en baisse depuis l’adoption de la loi sur le khul, les époux étant sans doute plus attentifs aux droits et aux besoins de leurs épouses depuis que celles-ci peuvent rompre unilatéralement leur union.